# Вальтер Скотт
Сер Вальтер Скотт (англ. Walter Scott; 15 серпня 1771, Единбург — 21 вересня 1832, Ебботсфорд, похований у Драйбурзі) — всесвітньо відомий шотландський письменник, поет, історик, збирач старожитностей, адвокат.
Для шотландців він більше, ніж письменник. Відродив історичну пам'ять народу, відкрив Шотландію для решти світу і насамперед для Англії. Вважається основоположником жанру історичного роману. Мав великий вплив на європейський романтизм, феноменальну пам'ять.

## Біографія
Народився в Единбурзі в сім'ї адвоката Вальтера Скотта (1729–1799); мати, Ганна Резерфорд (1739—1819), була дочкою професора медицини Единбурзького університету. У сім'ї з 12 дітей вижило шестеро, Вальтер був 9-м. У ранньому віці перехворів ймовірно на поширений тоді поліомієліт, який спричинив параліч із розвитком надалі атрофії м'язів правої ноги і довічної кульгавості. Незважаючи на фізичну ваду, вже в ранньому віці приголомшував оточуючих жвавим розумом і феноменальною пам'яттю.
Дитинство Скотта тісно пов'язане з шотландськими кордонами, де він проводив час на фермі свого діда в Сендіноу, а також у будинку свого дядька біля Келсо. У коледжі Скотт захопився альпінізмом, загартувався фізично, і здобув популярність серед однолітків як відмінний оповідач. Він багато читав, у тому числі античних авторів, захоплювався романами і поезією, особливо виділяв традиційні балади і оповіді Шотландії.
1786 року Вальтер Скотт вступив на навчання до контори батька, а з 1789 по 1792 рік вивчав право, готуючись стати адвокатом. Разом зі своїми друзями організував у коледжі «Поетичне товариство», вивчав німецьку мову і знайомився з творчістю німецьких поетів. У перші роки самостійної адвокатської практики Вальтер Скотт їздив по країні, принагідно збираючи народні легенди і балади про шотландських героїв минулого. Він захопився перекладами німецької поезії, анонімно опублікував свої переклади балади Бюргера «Ленора».
У 1791 році познайомився з першим коханням — Вільяміною Белшес, дочкою единбурзького адвоката. Скотт п'ять років намагався добитися взаємності Вільяміни, проте дівчина зважила на Вільяма Форбса, сина заможного банкіра, з яким і вступила в шлюб 1796 року через вимогу батька. Нерозділене кохання стало для юнака сильним ударом: частинки образу Вільяміни потім неодноразово виявлялися в героїнях романів письменника.
1797 року одружився з Шарлоттою Шерпантьє.
1799 року став шерифом графства Селкерк, а 1806 року — секретарем суду.
У 1830–1831 роках Скотт зазнав три апоплексичні удари (інсульти), після першого в нього відбувся параліч правої руки. 
Помер 1832 року від четвертого інсульту.

## Творчість
Романи Скотта поділяються на дві основні групи. Перша присвячена недалекому минулому Шотландії, періоду громадянської війни: від пуританської революції XVI століття до розгрому гірських кланів в середині XVIII століття, — а частково і пізнішому часу «Веверлі», «Гай Маннерінг» (Gay Mannering, 1815), «Единбурзька в'язниця» (The Heart of Midlothian, 1818), «Шотландські пуритани» (Old mortality, 1816), «Ламермурська наречена» (The bride of Lammermoor, 1819), «Роб Рой» (Rob Roy, 1817), «Монастир» (The Monastery, 1820), «Абат» (The Abbot, 1820), «Сент-Ронанські води» (St. Ronan's Well, 1823), «Антиквар» (The Antiquary, 1816) тощо).
У цих романах Скотт розгорнув незвичайно багатий і реалістичний типаж. Це ціла галерея шотландських найрізноманітніших соціальних шарів, але переважно типів дрібної буржуазії, селянства і декласованої бідноти. Персонажі Скотта виразно конкретні, розмовляють соковитою і живою народною мовою. Вони складають тло, яке можна порівняти лише з «фальстафівським тлом» Шекспіра. На цьому фоні чимало яскраво комедійного, але поряд з комічними фігурами багато плебейських персонажів художньо рівноправних з героями з вищих верств. У деяких романах — вони головні герої, в «Единбурзькій в'язниці» героїня — дочка дрібного селянина-орендатора. Скотт в порівнянні з «сентиментальною» літературою XVIII століття, робить наступний крок на шляху демократизації роману і в той же час дає живіші образи. Але частіше все ж головні герої — це молоді люди з вищого світу, умовно ідеалізовані, позбавлені життєвості.
Друга основна група романів Скотта присвячена минулому Англії і континентальних країн, переважно середнім вікам і XVI ст («Айвенго» (Ivanhoe, 1819), «Квентін Дорвард» (Quentin Durward, 1823), «Кенілворт», (Kenilworth, 1821), «Анна Геєрштейнська» (Anne of Geierstein, 1829) тощо). Саме тут Скотт особливо показав своє виняткове чуття минулих епох, що змусило Огюста Террі назвати його «найвидатнішим майстром історичної дивінації усіх часів». Історизм Скотта, перш за все зовнішній, відтворення атмосфери і колориту епохи. Цією властивістю, яка ґрунтувалася на солідних знаннях, Скотт особливо приголомшував своїх сучасників, не звиклих ні до чого подібного. Дана ним картина «класичного» середньовіччя («Ivanhoe» — «Айвенго», 1819) наразі сильно застаріла. Але такої картини, одночасно ретельно правдоподібної і що розкриває таку несхожу на сучасність дійсність, в літературі ще не було. Це було справжнім відкриттям нового світу.

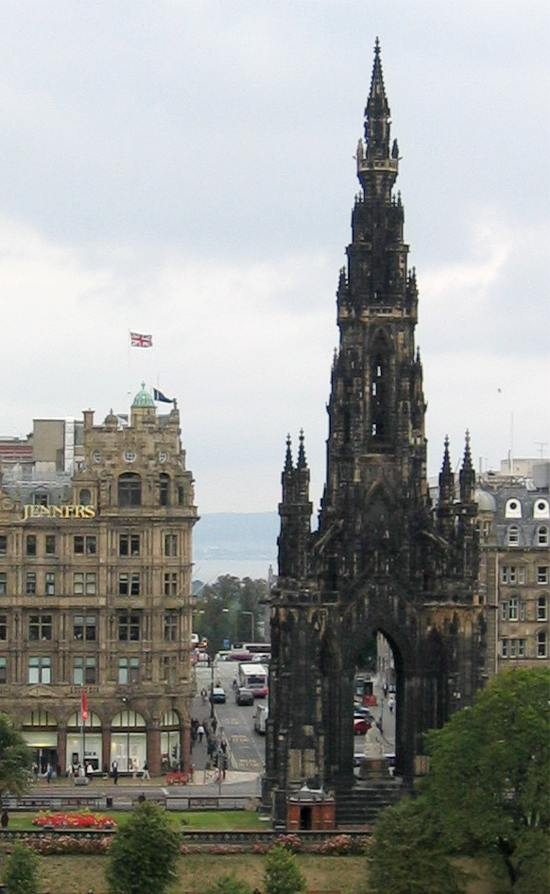
Архітектурний монумент на честь Вальтера Скотта, Единбург, неоготика

Історизм Скотта не обмежується цією зовнішньою, плотською стороною. Кожен його роман заснований на певній концепції історичного процесу. Так «Квентін Дорвард» дає не лише яскравий художній образ Людовика XI і його оточення, але розкриває його політику як етап в боротьбі буржуазії з феодалізмом. Концепція «Айвенго», де центральним фактом для Англії кінця XII століття висунута національна боротьба саксів з норманами, виявилася незвичайно плідною для науки історії, — вона була поштовхом для відомого французького історика Огюста Террі. Оцінюючи Скотта, треба пам'ятати, що його романи взагалі передували роботам багатьох істориків того часу.

## Твори
- Пісня останнього менестреля
- Діва озер
- Марміон
- Рокбі
- Веверлі
- Гай Меннерінг
- Антикварій
- Пуритани
- Роб Рой
- Легенда про Монтроза
- Айвенго
- Монастир
- Абат
- Кенілворд
- Вудсток
- Пертська красуня
- Квентін Дорвард

## Романи Веверлі
Романи Веверлі — серія романів, що вийшли з 1814 по 1832 рр. і названа за першою книжкою серії.
- Веверлі (Waverley) (1814)
- Гай Меннерінг, або Астролог (Guy Mannering) (1815)
- Антикварій (Antiquary) (1816)
- Пуритани(Old Mortality)(1816)
- Чорний коротун (Black Dwarf)(1816)
- Роб Рой (Rob Roy) (1817)
- Единбурзька в'язниця (The Heart of Mid-Lothian)(1818)
- Ламермурська наречена(The Bride of Lammermoor ) (1819)
- Легенда про Монтроза(A Legend of Montrose) (1819)
- Айвенго (Ivanhoe) (1819)
- Монастир (The Monastery)(1820)
- Аббат (The Abbot) (1820)
- Кенілворд (Kenilworth) (1821)
- Пірат (The Pirate) (1822)
- Пригоди Найджела (The fortunes of Nigel) (1822)
- Певеріл Пік (Peveril of the Peak) (1822)
- Квентін Дорвард (Quentin Durward) (1823)
- Сент-Ронанські води (St. Ronal's Well) (1824)
- Редгонтлет (Redgauntlet) (1824)
- Наречена (The Betrothed) (1825)
- Талісман (The Talisman) (1825)
- Вудсток (Woodstock) (1826)
- Хроніки Канонгейта (Chronicles of the Canongate)(1827)
- Пертська красуня (The Fair Maid of Perth) (1828)
- Анна Гейєрштейн або Діва туману (Anne of Geierstein, or The Maiden of the Mist) (1829)
- Граф Роберт Паризький (Count Robert of Paris) (1832)
- Замок Небезпечний (Castle Dangerous ) (1832)

## Українські переклади
Перша згадка про намір опублікувати твори сера Вальтера Скотта в українських перекладах є 1864 року в оголошенні Ксенофонта Климковича до «Повістей Євгения Гребінки»: «Пізнійше не занехаємо и писателівъ якъ Вальтеръ Скотъ…»
- Шкот, Вальтер. Верховинська вдова [перекладача не названо][8] // Правда. Письмо литературно-политичне. — 1877. — Ч. 19-23. — С. 713—722; 753—763; 793—803; 835—845; 873—883.
- Вальтеръ-Скот. Ришардъ Львине Серце. Историчный роман Вальтеръ-Скота. — Львовъ. Накл. Редакціи «Дѣла». Зъ друкарнѣ Наук. Товариства им. Шевченка, 1893. — 409 с. /Бібліотека найзнаменитшихъ повѣстей пôдъ редакцією И. Белея. Томъ XLVI/. Літературний додатокъ «Дѣла».
- Скот, Вальтер. Айвенго, роман, переклала Др. Н. Суровцова. — Київ — Відень — Львів: «Чайка» [Б. р.]. (З передмовою Др. Остапа Грицая.)[9]

За інформацією каталогу цього ж видавництва за 1921—1923 рр., також готувалося видання «Кенілворт». (Грицай, Остап. Катальоґ Видавництва «Чайка» (1921—1923) / Др. Остап Грицай. — Київ-Відень-Львів: Видавництво «Чайка», [Б. р.]. — С. 24.) Цікаво, що у 1880-х рр. перші чотири частини роману «Кенільворт» уже переклав Осип Барвінський (1844—1889). Чи йдеться в обох випадках про один і той самий текст, невідомо. (Із листування Олександра і Осипа Барвінських (1869 рік). Вступна стаття, підготовка тексту, коментарі Альбіни Шацької // Спадщина: Літературне джерелознавство. Текстологія / Інститут літератури ім. Т. Г. Шевченка НАН України. — К.: ПЦ «Фоліант», 2007. — Т. 3. — С. 173.)
- Скотт, Вальтер. Айвенго. Пер. з англ. Ан. Волкович. Оброб. та скорочення Р. М. Азарх. К.: «Час», 1929. — 247 с.
  - Перевидання: Скотт В. Програмні твори / Післямова Н. Білик. — К.: Обереги, 2001. — 746 с. — (Шкіл. б-ка. Зарубіж. л-ра в освіті. Хрестоматія ІІІ).
  - Перевидання: Скотт, Вальтер. Айвенго / А. Н. Волкович (пер. з англ.). — Х.: Мост: Торнадо, 2003. — 383 с. — (Читаємо у школі і вдома.)
- Скотт, Валтер. Карло Сміливий [нерозбірливо] Пер. з англ. Н. Ткаченко-Ходкевич. / Обкл. роботи П. Жалка-Титаренка. К.: «Час», 1929. 207 с.
  - Перевидання: Скотт, Вальтер (1771—1832). Карл Сміливий, або Анна Геєрштейн, діва імли [Текст]: роман / Вальтер Скотт ; скороч. пер. з англ. Наталії Ткаченко-Ходкевич. — Київ: Знання, 2017. — 239 с. — (Класна література ; № 6). — Назва обкл. : Карл Сміливий. — Пер. изд. : Anne of Geierstein or The maiden of the mist / Walter Scott.
- Скотт, Вальтер. …Роб Рой. Rob Roy. [Роман]. Переклад з англ. Л. Скрипника та С. Гаєвського. Редагув. Р. Азарх. Харків, Держ. вид-во України. 1930. 396 с.

У 1934 р. на замовлення видавництва ДВОУ (Харків) Василь Мисик переклав роман сера Вальтера Скотта «Old Mortality» (1816). На момент арешту перекладач займався вже його редагуванням. На жаль, текст перекладу не зберігся.
- Скотт, Вальтер. Квентін Дорвард. Роман. Пер. з англ. Білецького. За ред. М. Йогансена. Передмова: примітки О. І. Білецького. Іл. О. Довгаль. Харків-Одеса, Дитвидав, 1936. 323 с. з іл.
  - Перевидання: Скотт, Вальтер. Квентін Дорвард [Текст]: роман / Вальтер Скотт ; пер. і прим. О. І. Білецького. — О. : Дитвидав ЦК ЛКСМУ, 1937. — 506, [3] с. : ілюстр. — (Шкільна бібліотека.)
  - Перевидання: Скотт, Вальтер. Квентін Дорвард. / Роман. Пер. з англ. і примітки А. О. Білецького та Н. О. Білецької. Іл. М. Штаєрмана. Для серед. та старш. шкільн. віку /. К., «Молодь», 1956. 479 с. [нерозбірливо] /Історична повість і роман/.
  - Перевидання: Скотт, Вальтер. Квентін Дорвард. К., Молодь, 1973. 426 с. /Б-ка худож. творів для підлітків та юнацтва. Джерело/.
  - Перевидання: Скотт В. Квентін Дорвард // Програмні твори / Післямова Н. Білик. — К.: Обереги, 2001. — 746 с. — (Шкіл. б-ка. Зарубіж. л-ра в освіті. Хрестоматія ІІІ).
  - Перевидання: Скотт, Вальтер. Квентін Дорвард [Текст]: роман: [для серед. шк. віку] / В. Скотт. — К. : Школа, 2008. — 480 с.: іл. — (Серія «Моя улюблена книжка»).
  - Перевидання: Скотт, Вальтер (1771—1832). Квентін Дорвард [Текст]: [роман] / Вальтер Скотт ; пер. з англ. Андрія Білецького. — Київ: Наш Формат, 2015. — 495, [1] с. — (Серія «Класика»).
- Скотт, Вальтер. Роб Рой. [Роман]. Пер. з англ. Ю. Корецького. [Х.]. Літвидав. Друк. ім. Леніна в Одесі, 1938, 46/82 стор.
  - Варіант: Скотт, Вальтер. Роб Рой [Текст] / Вальтер Скотт ; перекл. з англ. Ю. Корецького ; ред. .В. Синенко. Іл. Л. Бокль. — Одеса: Дитвидав ЦК ЛКСМУ, 1938. — 471 с., 1 малюнок. — (Шкільна бібілотека).
- Скотт В. Пертська Красуня: Роман. Для серед. і ст. шкіл. в. / Пер. з англ. О. П. Логвиненка; Передм. Н. М. Матузової; Мал. М. Д. Гейко. — К.: Веселка, 1983. — 421 с., іл. — (Бібл. сер.). 30 тис. пр.
- Скотт, Вальтер. Два гуртоправи (Ростислав Доценко) // Книга пригод. Том 3. Повісті та оповідання. К.: Веселка. 1995.
- Скотт В. Айвенго [Текст] ; пер. І. В. [Ірина Василівна] Муращик / Роман. — Львів: Панорама, 2001. — 384 с. — («Класика»)
- Скотт В. Айвенго: Роман: для серед. шк. віку / Пер. з англ. Ю. Я. Лісняка та Г. Г. Лозинської; [Післямова Н. Д. Білик; Приміт. Г. Г. Лозинської]. — К.: Веселка; Тернопіль: Навчальна книга — Богдан, 2005.– 435 с.– (Бібліотека світової літератури для дітей у 100 томах «Світовид». Серія друга. Література XIX ст.)
  - Перевидання: Скотт В. Айвенго: Роман: для серед. шк. віку / Пер. з англ. Ю. Я. Лісняка та Г. Г. Лозинської; [Післямова Н. Д. Білик; Приміт. Г. Г. Лозинської]. — К.: Веселка; Тернопіль: Навчальна книга — Богдан, 2017.– 435 с.
- Скотт, Вальтер. Айвенго / І Єрьоміна, С. Сулима (пер. з англ.) ; адапт. М. Д. Фогель. — Х.: Книжковий Клуб «Клуб Сімейного Дозвілля», 2006. — 159 с.: іл. — (Серія «Моя улюблена класика».)
- Скотт, Вальтер. Айвенго [Текст]: за романом Вальтера Скотта / В. Скотт ; літ. переказ А. А. Клімов ; іл. М. О. Ломакін. — Х. : Видавничий будинок «Фактор», 2007. — 111 с.: іл. — (Серія «Чарівний ліхтар». Бібліотека пригод для дітей + енциклопедія).
- Скотт, Вальтер. Айвенго [Текст] / В. Скотт ; пер. І. Давиденко ; іл. О. Чичик. — К. : Країна Мрій, 2009. — 400 с.: іл. — (Серія «Улюблені книжки») (Всеволод Нестайко радить прочитати).
- Скотт, Вальтер. Айвенго [Текст]: [роман: для дітей серед. шк. віку] / В. Скотт ; [пер. з рос. І. Чернова ; худож. А. Носач]. — Х. : Книжковий Клуб «Клуб Сімейного Дозвілля», 2011. — 238, [18] с. : іл. — (Бібліотека пригод). — Пер. изд. : Айвенго / Скотт В. — Х. ; Белгород, 2010. — 9000 прим.
- Скотт, Вальтер. Айвенго / Вальтер Скотт // Вільсон Ч., Макспедден Д. Робін Гуд; Вальтер Скотт. Айвенго. — Х. : Школа, 2011. — 528 с.
- Скотт, Вальтер (1771—1832). Айвенго [Текст]: роман / Вальтер Скотт ; [пер. з англ. Д. Радієнко ; передм. і прим. Н. Д. Білик]. — Харків: Фоліо, 2018. — 475, [1] с. — (Шкільна бібліотека) (Шкільна бібліотека української та світової літератури). — Пер. изд. : Ivanhoe / Walter Scott. — London, 1994. — 1500 прим.
- Скотт, Вальтер. Айвенго / Вальтер Скотт ; пер. з англ. Марії Головко. — К. : Знання, 2020. — 511 с. — (English Library).
- Переклад балади Вальтера Скотта "The Eve of Saint Jon" / Олексій Збруцький ; [наук. керівник К. К. Краснолуцький ; ред. О. О. Суховій]. - Дрогобич : Посвіт, 2022. - 21 с. - Текст укр., англ. - 35 прим. - ISBN 978-617-8003-68-5[11]